# 79

## Події
- 24 червня — римським імператором став Тіт.
- 24 серпня — виверження Везувію. Міста Помпеї, Геркуланум і Стабії поховані під вулканічним попелом.
- Консули Риму: імператори Веспасіан і його наступник Тит
- Квестор — Публій Корнелій Тацит

## Померли
- 24 червня — На 62-у році життя помер Веспасіан, римський імператор (з 69)